# デトロイト・ウルバリンズ

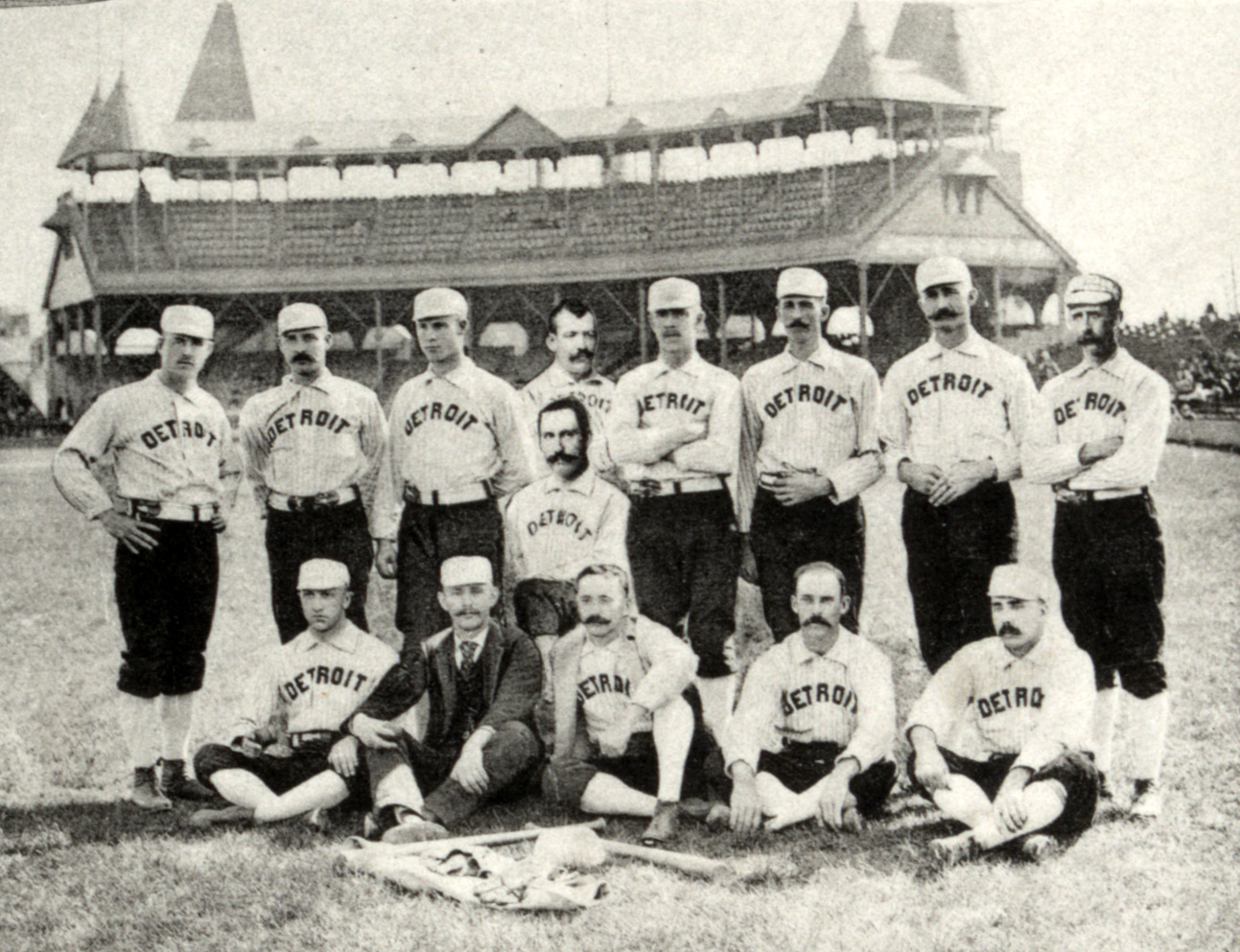
デトロイト・ウルバリンズ(1888年)

デトロイト・ウルバリンズ（Detroit Wolverines）は、1881年から1888年まで、ミシガン州デトロイトを本拠地とし、メジャーリーグベースボールのナショナルリーグに所属していたプロ野球チーム。

## 球団史
球団は1881年に、当時のデトロイト市長ウィリアム.G.トンプソンの提案により創立された。トンプソンは1879年にデトロイトに本格的な野球場となるレクリエーション・パークを建設、その後1880年に規則違反によりナショナルリーグを除名されたシンシナティ・レッズ（※現在の球団とは異なる）のフランチャイズ権を取得し、デトロイトを本拠地とするプロの野球チームを結成して同年ナショナルリーグに参加した。
最初の2年はデトロイト市が球団を所有していた。勝率5割前後を維持していたが、1882年オフに市長が球団をビジネスマンのジョセフ・マーシュに売却すると成績は低迷し、1884年シーズンには深刻な得点力不足に悩まされ、チームは28勝84敗と散々な成績に終わってしまう。
1885年に新たに球団のオーナーとなったフレデリック・ステアーンズは、ウルバリンズの一大補強に乗り出した。彼はこの年の8月にバッファロー・バイソンズのフランチャイズ権を買収し、バイソンズに所属していたスター選手達を次々とウルバリンズに送り込んだ。特にダン・ブローザース、ジャック・ロウ、ハーディ・リチャードソン、ディーコン・ホワイトの4選手は、当時『ビッグ・フォー』と呼ばれた。スター軍団に生まれ変わったウルバリンズは、1886年シーズンに7割以上の勝率を残し、投手レディ・ボールドウィンはチーム勝利数の半分近い42勝をあげてリーグの最多勝利投手となった。翌1887年、ウルバリンズはついにナショナルリーグを制覇する。この時のメンバーには、上記の4人のほかに名二塁手だったフレッド・ダンラップや、チームの生え抜き選手として成長していたサム・トンプソン、のちに名監督となるネッド・ハンロンなどが名を連ねていた。
しかし球団はこれら高給な選手を長く抱えられるわけでもなく、翌1888年シーズンの優勝争いから脱落すると、抱えていた選手を放出し、チームもナショナルリーグから脱退した。球団はその後1889年から1890年にマイナーリーグで活動し、1890年に所属リーグが消滅した際共にチームも解散した。

## 戦績
| 年度   | リーグ | 試合 | 勝利 | 敗戦 | 勝率 | 順位 | 監督                                  | 本拠地          |
| ------ | ------ | ---- | ---- | ---- | ---- | ---- | ------------------------------------- | --------------- |
| 1881年 | NL     | 84   | 41   | 43   | .488 | 4位  | フランク・バンクロフト                | Recreation Park |
| 1882年 | NL     | 86   | 42   | 41   | .506 | 5位  | フランク・バンクロフト                | Recreation Park |
| 1883年 | NL     | 101  | 40   | 58   | .408 | 7位  | ジャック・チャップマン                | Recreation Park |
| 1884年 | NL     | 114  | 28   | 84   | .250 | 8位  | ジャック・チャップマン                | Recreation Park |
| 1885年 | NL     | 108  | 41   | 67   | .380 | 6位  | チャーリー・モートン ビル・ワトキンス | Recreation Park |
| 1886年 | NL     | 126  | 87   | 36   | .707 | 2位  | ビル・ワトキンス                      | Recreation Park |
| 1887年 | NL     | 126  | 79   | 45   | .637 | 1位  | ビル・ワトキンス                      | Recreation Park |
| 1888年 | NL     | 134  | 68   | 63   | .519 | 5位  | ビル・ワトキンス ボブ・リードリー     | Recreation Park |

## 所属した主な選手
- ダン・ブローザース
- フレッド・ダンラップ
- ネッド・ハンロン
- サム・トンプソン
- ディーコン・ホワイト

## 主な球団記録
球団戦績
- リーグ優勝：1回（1887年）、年間王者決定戦優勝1回（1887年）

通算記録
- 通算安打数：879（ネッド・ハンロン）
- 通算得点数：623（ネッド・ハンロン）
- 通算盗塁数：157（ネッド・ハンロン）
- 通算本塁打：37（チャーリー・ベネット）
- 通算打点数：353（チャーリー・ベネット）
- 通算勝利数：95（プレッツェルズ・ゲッツァイン）
- 通算奪三振：726（プレッツェルズ・ゲッツァイン）
- 通算防御率：3.09（プレッツェルズ・ゲッツァイン）